# مسعود نیک مهر
مسعود نیک مهر (زاده ۸ اردیبهشت ۱۳۵۹ در شهر مشهد) اسکیت باز (اسکیت سوار) و سر مربی پیشین تیم ملی اسکیت سرعت ایران می باشد.